# Thibetana
Thibetana (лат.) — род бабочек из семейства пестрянок. Юго-Восточная Азия (Индия и Китай). Насчитывают около 10 видов.

## Описание
Небольшие пестрянки (менее 1 см) с габитусом Artona, передние и задние крылья с черной окраской и желтыми отметинами; r2+r3 стебельчатые. Значительно отличается от Artona по генитальным признакам. Гениталии самца с длинным и узким ункусом; вальва веерообразная, как у всех Artonini, но без характерного «пальца Artona» на дистальном крае вентральной части вальвы, одного из наиболее ярких аутапоморфий рода Artona и близкородственных родов; эдеагус очень короткий, везика с одним корнутусом. Гениталии самки: пребурса шаровидная, полупрозрачная, с кольцевидной склеротизацией.

## Классификация
Известно около 10 видов. Род включён в состав трибы Artonini подсемейства Procridinae из семейства пестрянок. Род Thibetana Efetov & Tarmann, 1995 был создан на основе видов рода Artona Walker, 1854 и типового вида Artona sieversi  Alphéraky, 1892. Род включает виды с юго-восточно-азиатским распространением, встречающихся в юго-западном Китае и индийском Сиккиме.
- Thibetana delavayi  (Oberthür, 1894)[2] — Китай (провинции Сычуань, Юньнань).
- Thibetana keili  Efetov & Tarmann, 2017[3] — Китай (Тибетский автономный район)
- Thibetana postalba  (Elwes, 1890)[2] — Индия (Сикким)
- Thibetana sieversi  (Alphéraky, 1892)[4] — Китай (Цинхай, Сычуань).
- Thibetana weii Li & He, 2024[2] — Китай (Тибетский автономный район)
- Thibetana witti  Efetov, 1997[5] — Китай (Тибетский автономный район)
- Thibetana zebra  (Elwes, 1890)[2] — Индия (Сикким)